# Шэци
Шэци́ (кит. упр. 社旗, пиньинь Shèqí) — уезд городского округа Наньян провинции Хэнань (КНР). Название является сокращением от «знамя социализма».

## История
Уезд был образован в 1965 году и вошёл в состав Специального района Наньян (南阳专区). Впоследствии Специальный район Наньян был переименован в Округ Наньян (南阳地区).
В 1994 году решением Госсовета КНР был расформирован округ Наньян и создан Городской округ Наньян.

## Административное деление
Уезд делится на 2 уличных комитета, 12 посёлков и 2 волости.